# Novo Horizonte do Norte
Novo Horizonte do Norte es un municipio brasilero del estado de Mato Grosso. Se localiza a una latitud 11º24'48" sur y a una longitud 57º21'07" oeste, estando a una altitud de 220 metros. Su población estimada en 2004 era de 3 123 habitantes.
Posee un área de 916,455 km².